# Paulo Vilhena
Paulo Vilhena, född den 3 januari 1979 i Santos, är en brasiliansk skådespelare och presentatör.

## Filmografi
- 1998 - Sandy & Junior
- 2002 - Coração de Estudante
- 2003 - Celebridade
- 2004 - Tesouro Perdido
- 2005 - A Lua Me Disse
- 2008 - Três Irmãs
- 2017 - Pega Pega